# Rostěnice-Zvonovice
Rostěnice-Zvonovice là một làng thuộc huyện Vyškov, vùng Jihomoravský, Cộng hòa Séc.